# Bahnhof Bargstedt
Bargstedt ist ein Haltepunkt in der Gemeinde Bargstedt. Er liegt an der eingleisigen Bahnstrecke Bremerhaven-Wulsdorf–Buchholz im Süden des Dorfes. Betreiber der Infrastruktur sind die Eisenbahnen und Verkehrsbetriebe Elbe-Weser (EVB).

## Geschichte
Der Bahnhof Bargstedt wurde 1902 als Teil der wurde die Bahnstrecke Bremerhaven-Wulsdorf–Buchholz errichtet. Er lag an der Bahnhofstraße.
Der Bahnhof wurde durch einen Haltepunkt östlich der Poststraße (Kreisstraße K 64) mit einem Seitenbahnsteig an der Nordseite ersetzt. Am Haltepunkt wurden ein Park-and-Ride-Parkplatz mit 22 Stellplätzen und ein Bike-and-ride-Parkplatz mit 30 Stellplätzen angelegt.

## Verkehr
Der Haltepunkt wird im Stundentakt von Regionalbahn-Zügen der Linie RB 33 bedient.